# Pista grubei
Pista grubei är en ringmaskart som beskrevs av Augener 1918. Pista grubei ingår i släktet Pista och familjen Terebellidae. Inga underarter finns listade i Catalogue of Life.